# Laser 128

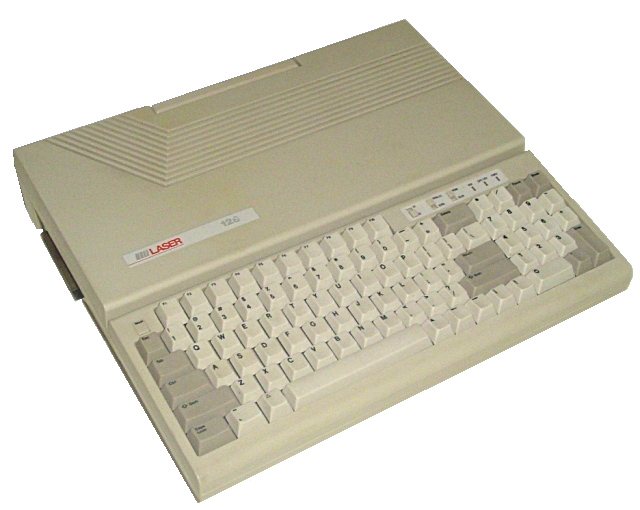
Laser 128

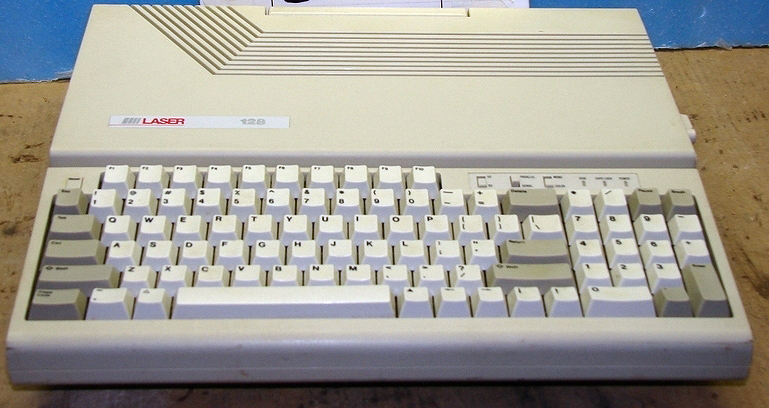
Laser 128

Laser 128 to mikrokomputer zgodny z Apple IIe.
Tak jak wszystkie Apple II zbudowany na mikroprocesorze 6502 w wersji CMOS, pracuje z zegarem o częstotliwości 1 MHz. Dysponuje 128 KB pamięci operacyjnej RAM, z możliwością jej rozszerzenia do 256 KB. 32 kB pamięć stała ROM zawiera interpreter BASIC-a standardu Microsoft.
Mikrokomputer wyposażony w interfejsy do typowego wyposażenia:
- wejście (wyjścia równoległe standardu CENTRONICS, przeznaczone dla drukarki lub plotera;
- dwa wejścia (wyjście szeregowe RS232C, jedno przeznaczone do przyłączenia modemu służącego do transmisji danych na większe odległości, lub połączenia bezpośrednio z drugim komputerem, a nawet do przyłączenia dodatkowej klawiatury, a drugie - do drukarki lub plotera z wejściem szeregowym. W obu przypadkach można korzystać z typowych szybkości transmisji - od 110 do 19200 bodów;
- port dla zewnętrznej stacji dysków, drugiej z kolei, ponieważ pierwsza jest na stałe wbudowana w komputer - ale o tym za chwilę;
- wejście zespolonego sygnału wizyjnego do dołączenia monitora monochromatycznego lub kolorowego w standardzie PAL (lub innym - na zamówienie),
- wyjście o rozdzielonych sygnałach wizji, koloru i synchronizacji - dla monitora RGB, monitora o zmiennej jasności (takiego jak w oryginalnym IBM PC), lub dla ekranu ciekłokrystalicznego (LCD);
- port dla myszy, drążków sterowych i innych manipulatorów używanych do gier lub niestandardowej komunikacji z komputerem;
- wyjście sygnału z regulacją poziomu, typowo sterującego głośnik, z możliwością generowania od 0 do 250000 impulsów na sekundę.

LASER 128 może pracować pod każdym systemem operacyjnym przeznaczonym dla Apple II - zarówno pod dowolną wersją Apple-DOS, jak i pod CP/M 2.2, adaptowanym z PDP 11 systemem UCSD i (po uzupełnieniu o moduł z procesorem 8088) pod CP/M 86 lub MS-DOS. Dzięki tym dwóm ostatnim LASER 128 umożliwia wykorzystanie niektórych programów z IBM PC.